# Нижненеманская низменность
Нижненеманская низменность — заболоченная придельтовая низина, сложенная аллювиальными наносами дельты реки Неман и более мелкими водотоками. Расположена в пределах Калининградской области РФ (большая часть) и республики Литва (о. Русне). Имеет треугольную форму со сторонами 60, 100 и 150 километров. Западный, самый широкий край, упирается в Куршский залив Балтийского моря. Восточная граница определена руслом реки Неман, северный берег которого менее полог, чем южный. По южной границе проходит полукругом железная дорога Полесск-Поддубье-Славск-Советск. На юго-востоке Н. н. переходит в Полесскую низменность.

## Особенности
Западный берег Нижненеманской низменности сильно заболочен. На некотором расстоянии от берега, в центре равнины расположено порядка 9 довольно обширных участков, расположенных ниже уровня моря. В центре крупнейшего из них находится посёлок Прохладное. Самая низкая точка низменности расположена на 1,4 метра ниже уровня Мирового океана. По долинам рек и рукавов Немана распространены низинные болота. Преобладают польдерные земли, нуждающие в постоянном дренаже. Низменность пересекают реки Злая и Мучная, а также каналы (Полесский канал, Головкинский канал и канализированные рукава Немана (Немонинка, Шлюзовая, Товарная и другие.) Климат низменности относительно мягок. Средняя температура января составляет лишь −3,5 °C, хотя из-за открытости северным ветрам, здесь возможны кратковременные морозы до −31 °C.
Нижненеманскую низменность нижнего течения реки Неман и его дельты не стоит путать с Неманской низиной в среднем течении реки Неман.